# Google Китай
 
Google China є дочірньою компанією Google. Колись популярна пошукова система, більшість послуг, пропонованих Google China, були заблоковані Великим брандмауером у Китайській Народній Республіці. У 2010 році пошук через усі пошукові сайти Google, включаючи Google Mobile, було перенесено з материкового Китаю до Гонконгу.
До листопада 2013 року частка пошукового ринку Google у Китаї знизилася до 1,7 % з рівня серпня 2009 року, коли вона становила 36,2 %, хоча відтоді вона повільно зростала, становлячи 3,8 % ринку пошукових систем до липня 2020 року

## Історія

### 2000—2006: Запуск пошукової служби
12 вересня 2000 року Google оголосив про додавання спрощеної та традиційної китайських версій до Google.com і почав надавати пошукові послуги для китайських користувачів у всьому світі.
10 вересня 2004 року Google.com запустив Новини Google на спрощеній китайській мові.
У 2005 році компанія Google China переїхала з будівлі Xinhua Insurance Building за межами Цзяньгуоменя до будівлі Keji Building у науковому парку Цінхуа біля східних воріт університету Цінхуа, де Google орендувала два поверхи. Крім того, Google має офіс у Beijing Fortune Center.
19 липня 2005 року Кай-Фу Лі, колишній керівник Microsoft і засновник у 1998 році Microsoft Research Asia, приєднався до Google та офіційно став президентом Google China. Того ж дня Google оголосив про створення центру досліджень і розробок у Китаї.

### 2006—2009: Цензура Google
У січні 2006 року Новини Google спрощеною китайською мовою було перейменовано з «Google 新闻» (Новини Google) на «Google 资讯» (Інформація Google).
26 січня 2006 року Google запустив свою пошукову сторінку google.cn у Китаї, результати якої підлягають цензурі китайського уряду. Google використовував свою китайську назву GǔGē («жнивна пісня»), але вона так і не прижилася серед китайських користувачів Інтернету.
12 квітня 2006 року глобальний генеральний директор Google Ерік Шмідт оголосив китайську назву Google як «谷歌» (китайська версія GǔGē) у Пекіні. Google офіційно вийшов на ринок материкового Китаю.
З вересня 2006 року по серпень 2016 року офіс Google China був десятиповерховою будівлею в будівлі Kejian Building у науковому парку Цінхуа.
У березні 2009 року Китай заблокував доступ до сайту Google YouTube через кадри, на яких китайські сили безпеки б'ють тибетців ; Користувачам було довільно відмовлено в доступі до інших онлайн-служб Google.
4 вересня 2009 року, після чотирьох років керівництва Google China, Кай-Фу Лі несподівано пішов, щоб заснувати венчурний фонд, на тлі дебатів про політику цензури китайського уряду та зменшення частки Google, щоб конкурувати з Baidu та Sogou.

### 2010—2016: Відмова від пошукової служби
У січні 2010 року Google оголосив, що у відповідь на хакерську атаку з Китаю на них та інші технологічні компанії США вони більше не бажають цензурувати пошукові запити в Китаї та повністю покинуть країну, якщо це буде необхідно. Водночас Google почав перенаправляти всі пошукові запити з Google.cn на Google.com.hk у Гонконгу, який повертав результати без цензури. У той час Гонконг мав незалежну судову владу і не підпадав під дію більшості китайських законів, включаючи ті, що вимагали обмеження вільного потоку інформації та цензури Інтернет-трафіку. Девід Драммонд, старший віце-президент Google, заявив в офіційному блозі Google, що обставини, пов'язані з цензурою в Інтернеті в Китаї, змусили Google перенести свій пошук до Гонконгу, оскільки відсутність цензури робить його більш ефективним для роботи в мережі та обміну інформацією з Інтернетом. користувачів у материковому Китаї.
30 березня 2010 року пошук на всіх пошукових сайтах Google усіма мовами було заборонено в материковому Китаї; будь-яка спроба пошуку за допомогою Google призвела до помилки DNS. Початкові звіти припускали, що помилка була спричинена забороненим рядком (RFA, як у "Радіо Вільна Азія"), який автоматично додавався до пошукових запитів Google перед запитами користувачів, причому відомі китайські журналісти не погоджувалися щодо того, чи було блокування навмисним і серйозним. рівень спроби цензурувати результати пошуку. Інші служби Google, такі як Google Mail і Google Maps, здавалося, не вплинули. Сяо Цян, директор китайського Інтернет-проєкту в Каліфорнійському університеті в Берклі та засновник China Digital Times, зазначив, що заборона в материковому Китаї може зрештою заблокувати весь доступ до сайтів і додатків Google, якщо китайський уряд цього захоче. Наступного дня заборону зняли.
30 червня 2010 року Google припинив автоматичне перенаправлення Google China на Google Hong Kong і натомість розмістив посилання на Google Hong Kong, щоб уникнути відкликання ліцензії постачальника Інтернет-контенту (ICP).
Той факт, що Google припинив роботу деяких своїх сервісів у Китаї, і причини цього були піддані цензурі в Китаї.
У 2013 році Google припинив показ попереджень, які з'являлися для користувачів материкового Китаю, які намагалися шукати політично делікатні фрази.
Інтернет-поштовий сервіс Google, Gmail і Chrome, а також пошукові запити на основі Google не доступні для користувачів материкового Китаю з 2014 року. Google стверджує, що продовжить роботу відділень досліджень і розробок у Китаї разом з офісами продажів інших продуктів Google, таких як програмне забезпечення для смартфонів Android.

### 2016–тепер: спроби повернутися до материкового Китаю
1 серпня 2016 року компанія Google China перенесла свою штаб-квартиру з наукового парку Цінхуа до інформаційного центру Rongke.
8 грудня 2016 року Google провела День розробника Google у Китаї 2016 у Китайському національному конференц-центрі та оголосила про створення веб-сайту для розробників материкового Китаю, зокрема Google Developers China (developers.google.cn), Android Developers. Китай (developer.android.google.cn) і Firebase Китай (firebase.google.cn). Це був перший випадок, коли Google China знову використала доменне ім'я «.cn» після відмови від Google China.
31 серпня 2017 року Google China анонсувала TensorFlow China (tensorflow.google.cn).
У травні 2017 року Google China провела саміт Future of Go з китайським урядом.
13 грудня 2017 року компанія Google China провела в Шанхаї День розробників Google 2017 і оголосила про створення Центру Google AI China Center під керівництвом Фей-Фей Лі та професора Лі Цзя.
14 серпня 2020 року, після набрання чинності закону про національну безпеку Гонконгу, компанія Google China заявила, що більше не відповідатиме напряму на запити щодо даних від влади Гонконгу, а натомість зобов'яже їх укласти Договір про взаємну правову допомогу зі Сполученими Штатами Америки. держави.

### ПроєктDragonfly
1 серпня 2018 року The Intercept повідомило, що Google планує запустити в Китаї цензурну версію своєї пошукової системи під кодовою назвою Dragonfly. Остаточна версія могла бути запущена вже в січні 2019 року, однак цього не сталося. 6 серпня офіційна газета Комуністичної партії Китаю People's Daily опублікувала колонку, яка незабаром була видалена, у якій говорилося, що вони можуть вітати повернення Google, якщо він буде діяти за суворими правилами Пекіна щодо нагляду за ЗМІ. Незабаром після цього Лі Яньхун, засновник Baidu, домінуючої пошукової системи Китаю, передбачив, що його компанія «знову переможе» проти Google, якщо пошуковий гігант США повернеться до Китаю.
Попри заяви керівників Google про те, що їхня робота була «дослідницькою», «на ранніх стадіях» і що Google «не близька до запуску пошукового продукту в Китаї», 21 вересня 2018 року The Intercept повідомило про існування внутрішньої записки, створеної інженером Google, яка розкриває подробиці про проєкт. Повідомляється, що в меморандумі говориться, що розробляється прототип цензурної пошукової системи як програма під назвою Maotai, яка записуватиме географічне положення та історію Інтернету своїх користувачів, і звинувачується Google у розробці «інструментів шпигунства» для китайського уряду для спостереження за своїми громадянами. .
У грудні 2018 року The Intercept повідомило, що проєкт Dragonfly був «фактично закритий» після зіткнення всередині Google, яке очолювали члени групи конфіденційності компанії.